# Gloria Elizo Serrano
María Gloria Elizo Serrano (Madrid, 11 de desembre de 1966) és una lletrada espanyola, política de Podem i actual vicepresidenta primera del Congrés dels Diputats. Des del 18 de febrer de 2017 forma part de l'executiva nacional de Podem com a secretària d'Acció Institucional.
Llicenciada en Dret per la Universitat Complutense de Madrid, va començar a treballar com a lletrada especialitzada en dret Penal i Civil. Sòcia durant dotze anys d'un despatx d'advocats, l'any 2002 va ser nomenada jutgessa substituta en el jutjat d'Úbeda (Jaén).
Amb l'aparició de Podem es va fer càrrec de la seva representació legal. Com a tal, es va encarregar de les querelles contra Esperanza Aguirre i Eduardo Inda per acusar Pablo Iglesias de col·laborar amb ETA i a Podem de rebre finançament de Veneçuela. També va impulsar, juntament amb l'advocat Jaume Asens i el exfiscal Carlos Jiménez Villarejo, les querelles contra Jordi Pujol i Marta Ferrusola i va col·laborar en el contacte que el partit va mantenir amb diferents col·lectius professionals.
L'equip legal de Podemos va rebre set denúncies penals relacionades amb el seu finançament. Una vegada arxivades, es va personar com a acusació primer contra Manos Limpias i després contra el periodista Eduardo Inda en la querella contra el comissari José Manuel Villarejo per la trama de les escoltes al Centre Nacional d'Intel·ligència de la denominada "policia patriòtica" que presumptament fabricava informes falsos contra opositors com Pablo Iglesias o Xavier Trias.
Al novembre de 2014, va presentar al costat de Carlos Jiménez Villarejo el document anticorrupció que va ser aprovat en l'assemblea constituent «Sí Es Pot» de Podem. Al final de la mateixa va ser triada presidenta de la Comissió de Garanties Democràtiques de Podem amb el 86,12% dels vots.
Va participar de forma activa en les eleccions generals de 2015, coordinant el programa d'anticorrupció i poder judicial, sobre la reforma del qual ha publicat diversos documents. Després de les primàries, es va presentar com a cap de llista de la candidatura de Podem al Congrés dels Diputats per la circumscripció de Toledo. Va ser l'única candidata de Podemos que va aconseguir un escó a Castella-la Manxa.
El 13 de gener de 2016, data en la qual es va constituir la cambra baixa, va ser triada vicepresidenta tercera del Congrés amb el suport de 71 diputats.
En les eleccions generals del 26 de Juny va revalidar l'escó per Toledo, obtenint Teresa Arévalo per Albacete un segon escó per a la Coalició Units Podem a Castella-la Manxa. El 19 de juliol de 2016 va ser triada vicepresidenta quarta del Congrés dels Diputats.
Des del 18 de febrer de 2017 és membre de l'executiva nacional de Podem com a Secretària d'Acció Institucional.